# 西海道 (高丽)
西海道（韓語：서해도），高丽王朝中期至朝鲜王朝初期（11世纪-1395年）地方一级行政区划，其范围相当于今天朝鲜民主主义人民共和国的黄海南道和黄海北道。

## 建置沿革
高丽成宗十四年（995年），以杨、广、黄、海等州置关内道。京畿以东称关内东道，京畿以西称关内西道。其中黄、海等州属于关内西道。
约在高丽文宗朝中期，改关内西道为西海道。十六年（1062年），割西海道平州牛峰郡属京畿。二十三年（1069年），以西海道管内延安、平州、白州、谷州、遂安、载宁、瑞兴、新恩、俠溪属京畿右道，不久复旧。元宗十年（1269年），黃州、安岳、遂安、谷山、殷栗、鳳山、鐵和、長命、土山等州县没于蒙古，以慈悲岭为界。忠烈王四年（1278年），元朝归还黄州等郡县。朝鲜太祖四年（1395年），更名为丰海道。

## 行政区划
西海道领大都护府一、牧一、郡六、县十六、镇一。高丽末期，按廉使驻丰州。界首官大致有三：海州牧、黄州牧、丰州。